# 2023年大分県知事選挙
2023年大分県知事選挙（2023ねんおおいたけんちじせんきょ）は、2023年（令和5年）4月の第20回統一地方選挙にて執行された選挙である。

## 概要
現職の広瀬勝貞の任期満了（期日：2023年4月27日）に伴い執行。現職の広瀬が不出馬を表明したため新人同士の知事選となった。

## 選挙日程
- 告示日 - 2023年3月23日
- 投開票日 - 2023年4月9日

同日選挙
- 大分県議会議員選挙

## 立候補者
（立候補届け出順、年齢は投開票日時点）
| 氏名                             | 年齢 | 党派   | 現元新 | 職業・肩書                  |
| -------------------------------- | ---- | ------ | ------ | --------------------------- |
| 安達澄 （あだち きよし）         | 53   | 無所属 | 新     | 前参議院議員                |
| 佐藤樹一郎 （さとう きいちろう） | 64   | 無所属 | 新     | 前大分市長 元中小企業庁次長 |

### 立候補を取りやめた人物
- 岩屋毅 - 衆議院議員（大分3区選出）
  - 2022年11月11日に立候補の意向が報じられたが[1]、支援者の要請を受け同月30日に立候補の断念を表明した[2]。
- 足立信也 - 元参議院議員
  - 2022年11月、知事選を含めた統一地方選挙への立候補の意向を示したが[3]、大分市長選挙への立候補に変更[4][5]。

## タイムライン
2022年
- 10月4日 - 現職の広瀬勝貞が定例会見で次期知事選に立候補せず任期限りでの退任を表明[6][7]。
- 11月7日 - 参議院議員（大分県選挙区選出）の安達澄が取材に対し知事選への立候補を表明[8]。
- 11月11日 - 大分市長の佐藤樹一郎が記者会見で知事選への立候補を表明[9][10]。

2023年
- 2月10日 - 佐藤が大分市長の退職願を提出（辞職は3月2日付）[11]。
- 3月10日 - 安達が参議院議員を辞職[12]。
- 4月2日、読売新聞社は、3月30日から4月1日にかけて実施した電話世論調査に総支局などの取材情報を加味した情勢分析を発表。「佐藤が優位に立っている」と報じた[13]。
- 4月3日 - 朝日新聞社は、4月1日、2日の両日に実施した電話世論調査に取材情報を加味した情勢分析を発表。「佐藤が先行し、安達が激しく追っている」と報じた[14]。

## 政党・団体の対応
- 自由民主党・公明党大分県本部は佐藤を推薦した。
- 立憲民主党大分県連はいずれの候補の推薦・支持を見送り自主投票とした[15]。
- 国民民主党大分県連は佐藤から推薦願を受けたが推薦を見送り自主投票とした[16]。
- 日本共産党大分県委員会は候補者擁立を見送り安達を自主的に支援すると表明[17]。
- 社会民主党大分県連合は安達を支援する[18]。
- 連合大分は安達・佐藤の双方から推薦願を受けたがいずれの推薦も見送り自主投票とした[19]。

## 選挙結果
投開票の結果、新人の佐藤が初当選を果たした。投票率は前回を上回った。
※当日有権者数：930,813人 最終投票率：51.45%（前回比：4.04pts）
| 候補者名   | 年齢 | 所属党派 | 新旧別 | 得票数    | 得票率 | 推薦・支持                               |
| ---------- | ---- | -------- | ------ | --------- | ------ | ---------------------------------------- |
| 佐藤樹一郎 | 65   | 無所属   | 新     | 271,400票 | 57.25% | 自由民主党大分県連・公明党大分県本部推薦 |
| 安達澄     | 53   | 無所属   | 新     | 202,623票 | 42.75% |                                          |

各候補の得票率
| 市区町村   | 佐藤樹一郎 | 佐藤樹一郎 | 安達澄  | 安達澄 |
| 市区町村   | 得票       | %          | 得票    | %      |
| ---------- | ---------- | ---------- | ------- | ------ |
| 合計       | 271,400    | 57.25%     | 202,623 | 42.75% |
| 大分市     | 116,489    | 61.40%     | 73,238  | 38.60% |
| 別府市     | 22,681     | 46.40%     | 26,204  | 53.60% |
| 中津市     | 16,871     | 51.07%     | 16,162  | 48.93% |
| 日田市     | 16,169     | 54.79%     | 13,340  | 45.21% |
| 佐伯市     | 16,208     | 60.92%     | 10,399  | 39.08% |
| 臼杵市     | 9,733      | 58.83%     | 6,811   | 41.17% |
| 津久見市   | 4,246      | 62.64%     | 2,532   | 37.36% |
| 竹田市     | 6,780      | 61.78%     | 4,194   | 38.22% |
| 豊後高田市 | 6,877      | 62.25%     | 4,171   | 37.75% |
| 杵築市     | 7,185      | 52.86%     | 6,408   | 47.14% |
| 宇佐市     | 13,141     | 52.59%     | 11,846  | 47.41% |
| 豊後大野市 | 8,623      | 58.33%     | 6,160   | 41.67% |
| 由布市     | 7,724      | 58.18%     | 5,551   | 41.82% |
| 国東市     | 6,455      | 55.38%     | 5,200   | 44.62% |
| 姫島村     | 994        | 77.96%     | 281     | 22.04% |
| 日出町     | 5,901      | 51.62%     | 5,530   | 48.38% |
| 九重町     | 2,042      | 54.12%     | 1,731   | 45.88% |
| 玖珠町     | 3,281      | 53.38%     | 2,865   | 46.62% |